# كلام مباشر
الكلام المباشر أو المقتبس هو نصٌ منطوق أو مكتوب ينقل كلاماً أو فكراً في الشكل الأصلي الذي صاغه متحدّثه. في السرد، عادةً ما تُضمّنُ بين علامتي اقتباس. إلا أنه يمكن وضعها ضمن قطع الغلم. المتحدث المُقتبس قد يُذكر صراحةً (بقول: هو/هي) أو ضمنياً. ما يُميّز الكلام المباشر وغير المباشر هو أن الكلام المباشر ينقل كلمات المنطوقة أو المكتوبة بالحرف، في حين أن الكلام غير المباشر قد يحتوي على إعادة صياغة المفهوم من قبل الكاتب.